# Sex des Paccots
Sex des Paccots är en bergstopp i Schweiz. Den ligger i distriktet Aigle och kantonen Vaud, i den sydvästra delen av landet, 70 km sydväst om huvudstaden Bern. Toppen på Sex des Paccots är 1 805 meter över havet.